# Befehl von oben
Befehl von oben (Originaltitel Executive Orders) ist ein Politthriller von Tom Clancy aus dem Jahr 1996. Das Buch ist Bestandteil der Jack-Ryan-Reihe und schließt inhaltlich direkt an das Werk Ehrenschuld an.

## Inhalt
Nachdem Jack Ryan aufgrund des Todes eines Großteils des Kongresses, des Senats, des Obersten Gerichtshofs und der Regierung – einschließlich des Präsidenten der Vereinigten Staaten – der neue Präsident wird, beginnt für ihn die Aufgabe der Wiederherstellung der amerikanischen Bundesregierung.
Dies geht nicht ohne Probleme vonstatten, so versucht der zuvor zurückgetretene Vizepräsident Kealty, sich mit Hilfe der Presse zum neuen Präsidenten zu erklären. Ebenso gibt es Probleme im Nahen Osten, wo sich nach einem, vom Iran in Auftrag gegebenen, Attentat auf den irakischen Präsidenten ein neuer gemeinsamer Staat formt. Diese Vereinigte Islamische Republik unter Führung von Ajatollah Daryaei, bestehend aus dem Irak und dem Iran, beginnt bald darauf einen Biowaffenangriff mit Ebolaviren auf die USA und versucht außerdem, die Tochter des Präsidenten sowie ihn selbst zu töten. Dies soll die Handlungsfähigkeit der USA lähmen und dem neuen Staat ermöglichen, Saudi-Arabien sowie Kuwait zu erobern.
Die CIA, im Besonderen John Clark und Ding Chavez, deckt jedoch die Verbindung der Vereinigten Islamischen Republik zu diesen Taten auf, und der Angriff auf Saudi-Arabien wird mit Hilfe der amerikanischen Armee zurückgeschlagen. Kurz danach wird live während einer Rede von Jack Ryan gezeigt, wie das Haus des Ayatollah von zwei F-117-Stealthbombern bombardiert wird, wobei die iranische Führung umkommt und die Ryan-Doktrin begründet wird. Als Epilog kündigt Präsident Ryan an, in der nächsten Wahlperiode als Präsidentschaftskandidat antreten zu wollen.